# M. Emmet Walsh
Michael Emmet Walsh (Ogdensburg, 22 marzo 1935 – St. Albans, 19 marzo 2024) è stato un attore statunitense.

## Biografia
Michael Emmet Walsh nacque a Ogdensburg, nello stato di New York, il 22 marzo 1935, figlio di Agnes Kathrine Sullivan e Harry Maurice Walsh, un agente della dogana, e crebbe in una zona rurale del Vermont. Frequentò la Clarkson University e intraprese la carriera di attore in televisione e sul grande schermo, dove iniziò ad apparire in film quali Il piccolo grande uomo (1970), Serpico (1973), Airport '77 (1977) e altri. 
Il primo ruolo di una certa importanza fu quello di un sadico ufficiale in Vigilato speciale (1978). Due dei suoi ruoli più famosi furono quello del Capitano Bryant nel cult di fantascienza Blade Runner (1982) e del soldato Tucker in Rombo di tuono (1984). Altro notevole ruolo fu quello del detective privato in Blood Simple - Sangue facile (1984), per il quale vinse l'Independent Spirit Award per il miglior attore protagonista nel 1986. 
Da quel momento, Walsh alternò ruoli tra film tv, serial televisivi e film da botteghino, come Silkwood (1983), Critters (Gli extraroditori) (1986), Arizona Junior (1987), Free Willy 2 (1995), Romeo + Giulietta di William Shakespeare (1996), Il matrimonio del mio migliore amico (1997), Wild Wild West (1999). Morì il 19 marzo 2024 per arresto cardiaco a St. Albans, nel Vermont, tre giorni prima di compiere 89 anni.

## Filmografia

### Attore

#### Cinema
- Un uomo da marciapiede (Midnight Cowboy), regia di John Schlesinger (1969) - non accreditato
- Un assassino per un testimone (Stiletto), regia di Bernard L. Kowalski (1969) - non accreditato
- Alice's Restaurant, regia di Arthur Penn (1969)
- End of the Road, regia di Aram Avakian (1970)
- Il boia viaggiante (The Traveling Executioner), regia di Jack Smight (1970)
- Il piccolo grande uomo (Little Big Man), regia di Arthur Penn (1970)
- Una scommessa in fumo (Cold Turkey), regia di Norman Lear (1971)
- Fuga dal pianeta delle scimmie (Escape from the Planet of the Apes), regia di Don Taylor (1971)
- They Might Be Giants, regia di Anthony Harvey (1971)
- Ma papà ti manda sola? (What's Up, Doc?), regia di Peter Bogdanovich (1972)
- Impara a conoscere il tuo coniglio (Get to Know Your Rabbit), regia di Brian De Palma (1972)
- Kid Blue, regia di James Frawley (1973)
- Serpico, regia di Sidney Lumet (1973)
- 40.000 dollari per non morire (The Gambler), regia di Karel Reisz (1974)
- Finalmente arrivò l'amore (At Long Last Love), regia di Peter Bogdanovich (1975)
- Prigioniero della seconda strada (The Prisoner of Second Avenue), regia di Melvin Frank (1975)
- Questa terra è la mia terra (Bound for Glory), regia di Hal Ashby (1976)
- Mikey e Nicky (Mikey and Nicky), regia di Elaine May (1976)
- Vecchia America (Nickelodeon), regia di Peter Bogdanovich (1976)
- Colpo secco (Slap Shot), regia di George Roy Hill (1977)
- Airport '77, regia di Jerry Jameson (1977)
- Vigilato speciale (Straight Time), regia di Ulu Grosbard (1978)
- Basket Music (The Fish That Saved Pittsburgh), regia di Gilbert Moses (1979)
- Lo straccione (The Jerk), regia di Carl Reiner (1979)
- Brubaker, regia di Stuart Rosenberg (1980)
- Blitz nell'oceano (Raise the Titanic), regia di Jerry Jameson (1980)
- Gente comune (Ordinary People), regia di Robert Redford (1980)
- Back Roads, regia di Martin Ritt (1981)
- Reds, regia di Warren Beatty (1981)
- Cannery Row, regia di David S. Ward (1982)
- 60 minuti per Danny Masters, regia di Caleb Deschanel (1982)
- Fast-Walking, regia di James B. Harris (1982)
- Blade Runner, regia di Ridley Scott (1982)
- Silkwood, regia di Mike Nichols (1983)
- Scandalous, regia di Rob Cohen (1984)
- Blood Simple - Sangue facile (Blood Simple), regia di Joel ed Ethan Coen (1984)
- Il Papa del Greenwich Village (The Pope of Greenwich Village), regia di Stuart Rosenberg (1984)
- Bulldozer (Grandview, U.S.A.), regia di Randal Kleiser (1984)
- Courage, regia di Robert L. Rosen (1984)
- Rombo di tuono (Missing in Action), regia di Joseph Zito (1984)
- Fletch - Un colpo da prima pagina (Fletch), regia di Michael Ritchie (1985)
- Tempi migliori (The Best of Times), regia di Roger Spottiswoode (1986)
- Una bionda per i Wildcats (Wildcats), regia di Michael Ritchie (1986)
- Critters (Gli extraroditori) (Critters), regia di Stephen Herek (1986)
- A scuola con papà (Back to School), regia di Alan Metter (1986)
- Vanishing America, regia di Steve Rash (1986)
- Arizona Junior (Raising Arizona), regia di Joel ed Ethan Coen (1987)
- Bigfoot e i suoi amici (Harry and the Hendersons), regia di William Dear (1987)
- La fine del gioco (No Man's Land), regia di Peter Werner (1987)
- Milagro (The Milagro Beanfield War), regia di Robert Redford (1988)
- Intrigo a Hollywood (Sunset), regia di Blake Edwards (1988)
- Fuori dal tunnel (Clean and Sober), regia di Glenn Gordon Caron (1988)
- Patto di guerra (War Party), regia di Franc Roddam (1988)
- Red Scorpion - Scorpione rosso (Red Scorpion), regia di Joseph Zito (1989)
- Jamaica Cop (The Mighty Quinn), regia di Carl Schenkel (1989)
- Tramonto (Sundown: The Vampire in Retreat), regia di Anthony Hickox (1989)
- Thunderground, regia di David Mitchell (1989)
- Scommesse al college (Catch Me If You Can), regia di Stephen Sommers (1989)
- Doppio inferno (Chattahoochee), regia di Mick Jackson (1989)
- Rischio totale (Narrow Margin), regia di Peter Hyams (1990)
- Istantanea dell'assassino (Killer Image), regia di David Winning (1992)
- White Sands - Tracce nella sabbia (White Sands), regia di Roger Donaldson (1992)
- Equinox, regia di Alan Rudolph (1992)
- Pezzi duri... e mosci (The Naked Truth), regia di Nico Mastorakis (1992)
- La musica del caso (The Musica of Chance), regia di Philip Haas (1993)
- Triangolo di fuoco (Wilder Napalm), regia di Glenn Gordon Caron (1993)
- Inganno pericoloso (Bitter Harvest), regia di Duane Clark (1993)
- Poliziotti a domicilio (Cops and Robbersons), regia di Michael Ritchie (1994) - non accreditato
- Vacanze a modo nostro (Camp Nowhere), regia di Jonathan Prince (1994)
- Il distintivo di vetro (The Glass Shield), regia di Charles Burnett (1994)
- Sotto controllo (Relative Fear), regia di George Mihalka (1994)
- Una verità da nascondere (Dead Badge), regia di Douglas Barr (1994)
- Panther, regia di Mario Van Peebles (1995)
- Free Willy 2 (Free Willy 2: The Adventure Home), regia di Dwight H. Little (1995)
- Criminal Hearts, regia di Dave Payne (1995)
- Il momento di uccidere (A Time to Kill), regia di Joel Schumacher (1996) - non accreditato
- Insoliti criminali (Albino Alligator), regia di Kevin Spacey (1996)
- Romeo + Giulietta di William Shakespeare (Romeo + Juliet), regia di Baz Luhrmann (1996) - cameo
- Retroactive - Non toccate il passato (Retroactive), regia di Louis Morneau (1997)
- Il barattolo mortale (The Killing Jar), regia di Evan Crooke (1997)
- Il matrimonio del mio migliore amico (My Best Friend's Wedding), regia di P.J. Hogan (1997)
- L'inventore pazzo (Chairman of the Board), regia di Alex Zamm (1997)
- Twilight, regia di Robert Benton (1998)
- Erasable You, regia di Harry Bromley Davenport (1998)
- Wild Wild West, regia di Barry Sonnenfeld (1999)
- Destini incrociati (Random Hearts), regia di Sydney Pollack (1999) - cameo non accreditato
- Me and Will, regia di Melissa Behr e Sherrie Rose (1999)
- Jack of Hearts, regia di Serge Rodnunsky (1999)
- Poor White Trash, regia di Michael Addis (2000)
- Christmas in the Clouds, regia di Kate Montgomery (2001)
- Eyeball Eddie, regia di Elizabeth Allen Rosenbaum – cortometraggio (2001)
- Snow Dogs - 8 cani sotto zero (Snow Dogs), regia di Brian Levant (2002)
- Baggage, regia di Evan Aaronson (2003)
- Fuga dal Natale (Christmas with the Kranks), regia di Joe Roth (2004)
- Striscia, una zebra alla riscossa (Racing Stripes), regia di Frederik Du Chau (2005)
- Greener Mountains, regia di Lee Shallat Chemel (2005)
- Man in the Chair, regia di Michael Schroeder (2007)
- Big Stan, regia di Rob Schneider (2007)
- Sherman's Way, regia di Craig M. Saavedra (2008)
- Your Name Here, regia di Matthew Wilder (2008)
- Haunted Echoes, regia di Harry Bromley Davenport (2008)
- Don McKay - Il momento della verità (Don McKay), regia di Jake Goldberger (2009)
- Youth in Revolt, regia di Miguel Arteta (2009)
- Sam Steele and the Junior Detective Agency, regia di Tom Withus (2009)
- Chasing 3000, regia di Gregory J. Lanesey (2010)
- The Assignment, regia di Timothy J. Nelson (2010)
- L'incredibile vita di Timothy Green (The Odd Life of Timothy Green), regia di Peter Hedges (2012)
- Il mondo di Arthur Newman (Arthur Newman), regia di Dante Oriola (2012)
- Love Sick Love, regia di Christian Charles (2012)
- Cigar Man, regia di Evan Clar – cortometraggio (2013)
- Calvario (Calvary), regia di John Michael McDonagh (2014)
- Il Re Scorpione 4 - La conquista del potere (The Scorpion King: The Lost Throne), regia di Mike Elliott (2015)
- Boiling Pot, regia di Omar Ashmawey (2015)
- Captain America: Civil War Reenactors, regia di Allan McLeod – cortometraggio (2016)
- Shifting Gears, regia di Jason Winn (2018)
- Toto, regia di Danny Lee - cortrometraggio (2018)
- Sorry, Not Sorry, regia di Monique Sorgen - cortrometraggio (2018)
- Change in the Air, regia di Dianne Dreyer (2018)
- Faith, Hope & Love, regia di J.J. Englert e Robert Krantz (2019)
- Raising Buchanan, regia di Bruce Dellis (2019)
- South of Bix, regia di Justine Lupe e Briana Pozner - cortrometraggio (2019)
- Cena con delitto - Knives Out (Knives Out), regia di Rian Johnson (2019)
- The Mimic, regia di Thomas F. Mazziotti (2020)
- The Immaculate Room, regia di Mukunda Michael Dewil (2022)
- Dotty & Soul, regia di Adam Saunders (2022)
- A Little White Lie, regia di Michael Maren (2023)
- Outlaw Posse, regia di Mario Van Peebles (2024)
- Brothers, regia di Max Barbakow (2024) - postumo
- Green and Gold, regia di Anders Lindwall (2025) - postumo

#### Televisione
- The Doctors – serial TV, puntata 1524 (1968)
- N.Y.P.D. – serie TV, episodio 2x19 (1969)
- The Skirts of Happy Chance, regia di David Pressman – film TV (1969)
- Arnie – serie TV, episodio 1x14 (1970)
- Giulia (Julia) – serie TV, episodi 3x16-3x19 (1970)
- Arcibaldo (All in the Family) – serie TV, episodio 2x01 (1971)
- Jimmy Stewart Show (The Jimmy Stewart Show) – serie TV, episodio 1x05 (1971)
- Ironside – serie TV, episodio 5x09 (1971)
- Un vero sceriffo (Nichols) – serie TV, 5 episodi (1971-1972)
- Bonanza – serie TV, episodio 13x14 (1971)
- The Don Rickles Show – serie TV, episodio 1x04 (1972)
- The Bob Newhart Show – serie TV, episodio 1x09 (1972)
- The Sandy Duncan Show – serie TV, 11 episodi (1972)
- Doctor Dan, regia di Jackie Cooper – film TV (1974)
- McMillan e signora (McMillan & Wife) – serie TV, episodio 4x03 (1974)
- Amy Prentiss – serie TV, episodio 1x01 (1974)
- Agenzia Rockford (The Rockford Files) – serie TV, episodio 1x16 (1975)
- Sarah T. - Portrait of a Teenage Alcoholic, regia di Richard Donner – film TV (1975)
- Una famiglia americana (The Waltons) – serie TV, episodio 3x24 (1975)
- Crime Club, regia di Jeannot Szwarc – film TV (1975)
- Kate McShane avvocato (Kate McShane) – serie TV, episodio 1x05 (1975)
- The Invasion of Johnson County, regia di Jerry Jameson – film TV (1975)
- Baretta – serie TV, episodi 1x11-2x19 (1975-1976)
- Ragazzo di provincia (Gibbsville) – serie TV, episodio 1x06 (1976)
- Mary Hartman, Mary Hartman – serie TV, episodi 2x107-2x110 (1977)
- Starsky & Hutch – serie TV, episodi 2x10-3x12 (1976-1978)
- Red Alert - Allarme rosso (Red Alert), regia di William Hale – film TV (1977)
- Operazione Superdome (Superdome), regia di Jerry Jameson – film TV (1978)
- A Question of Guilt, regia di Robert Butler – film TV (1978)
- James – serie TV, episodio 1x21 (1978)
- Un amore diverso (No Other Love), regia di Richard Pearce – film TV (1979)
- Dear Detective – serie TV, episodio 1x00 (1979)
- Il transatlantico della paura ( The French Atlantic Affair), regia di Douglas Heyes – miniserie TV (1979)
- Il dono (The Gift), regia di Don Taylor – film TV (1979)
- Skag – serie TV, episodio 1x01 (1980)
- Città in fiamme (City in Fear), regia di Jud Taylor – film TV (1980)
- High Noon, Part II: The Return of Will Kane, regia di Jerry Jameson – film TV (1980)
- La valle dell'Eden (East of Eden), regia di Harvey Hart – miniserie TV (1981)
- Hellinger's Law, regia di Leo Penn – film TV (1981)
- La casa nella prateria (Little House on the Prairie) – serie TV, episodio 8x08 (1981)
- ABC Afterschool Specials – serie TV, episodio 11x05 (1983)
- Night Partners, regia di Noel Nosseck – film TV (1983)
- After MASH – serie TV, episodio 1x15 (1984)
- You Are the Jury – serie TV, episodio 1x01 (1984)
- The Outlaws, regia di James Frawley – film TV (1984)
- ABC Weekend Specials – serie TV, episodio 9x01 (1985)
- Ai confini della realtà (The Twilight Zone) – serie TV, episodio 1x20 (1985)
- I viaggiatori delle tenebre (The Hitchhiker) – serie TV, episodio 3x06 (1985)
- Il diritto di uccidere (The Right of the People), regia di Jeffrey Bloom – film TV (1985)
- Un posto per riposare (Resting Place), regia di John Korty – film TV (1986)
- Il mostro (The Deliberate Stranger), regia di Marvin J. Chomsky – miniserie TV (1986)
- Disneyland – serie TV, episodio 31x02 (1986)
- Storie incredibili (Amazing Stories) – serie TV, episodio 2x03 (1986)
- Broken Vows, regia di Jud Taylor – film TV (1987)
- Il rapimento di Kary Swenson (The Abduction of Kari Swenson), regia di Stephen Gyllenhaal – film TV (1987)
- Nel nome del Signore (Murder Ordained), regia di Mike Robe – film TV (1987)
- Brotherhood of the Rose, regia di Marvin J. Chomsky – miniserie TV (1989)
- Crimini misteriosi (Unsub) – serie TV, 8 episodi (1989)
- I racconti della cripta (Tales from the Crypt) – serie TV, episodio 1x06 (1989)
- The Nerd, regia di James Burrows – film TV (1989)
- Love and Lies, regia di Roger Young – film TV (1990)
- Flash (The Flash) – serie TV, episodi 1x01-1x06 (1990)
- Il sapore dell'inganno (Fourth Story), regia di Ivan Passer – film TV (1991)
- Silverfox, regia di Rod Holcomb – film TV (1991)
- Wild Card, regia di Mel Damski – film TV (1992)
- Assalto a Tombstone (Four Eyes and Six-Guns), regia di Piers Haggard – film TV (1992)
- The Jackie Thomas Show – serie TV, episodio 1x18 (1993)
- Madness of Method, regia di Barry Avrich – cortrometraggio (1994)
- Oltre il sospetto (Probable Cause), regia di Paul Ziller – film TV (1994)
- Quell'uragano di papà (Home Improvement) – serie TV, episodi 3x16-4x12 (1994)
- From the Mixed-Up Files of Mrs. Basil E. Frankweiler, regia di Marcus Cole – film TV (1995)
- Oltre i limiti (The Outer Limits) – serie TV, episodio 2x11 (1996)
- Oltre l'innocenza (Portraits of a Killer), regia di Bill Corcoran – film TV (1996)
- Il complotto (The Lottery), regia di Daniel Sackheim – film TV (1996)
- Ultime dal cielo (Early Edition) – serie TV, episodio 1x11 (1996)
- Tracey Takes On... – serie TV, episodio 3x10 (1998)
- Men in White, regia di Scott P. Levy – film TV (1998)
- Incubo nel Montana (Nightmare in Big Sky Country), regia di Alan Metzger – film TV (1998)
- X-Files (The X-Files) – serie TV, episodio 6x19 (1999)
- Monster!, regia di John Lafia – film TV (1999)
- NYPD - New York Police Department (NYPD Blue) – serie TV, episodio 7x17 (2000)
- Cover Me: Based on the True Life of an FBI Family – serie TV, episodio 1x12 (2000)
- Gideon's Crossing – serie TV, episodio 1x03 (2000)
- Ed – serie TV, episodio 1x06 (2000)
- Night Visions – serie TV, episodio 1x07 (2001)
- Frasier – serie TV, episodio 9x11 (2001)
- Quello che gli uomini non dicono (The Mind of the Married Man) – serie TV, 7 episodi (2001-2002)
- Charlie Lawrence – serie TV, episodio 1x02 (2003)
- Tracey Ullman in the Trailer Tales, regia di Tracey Ullman – film TV (2003)
- The Guardian – serie TV, episodio 3x02 (2003)
- Til Death - Per tutta la vita ('Til Death) – serie TV, episodio 4x33 (2010)
- Army Wives - Conflitti del cuore (Army Wives) – serie TV, episodio 6x16 (2012)
- Damages – serie TV, episodi 5x05-5x08-5x10 (2012)
- 5-Second Films – serie TV, episodio 7x02 (2014)
- Tim and Eric's Bedtime Stories – serie TV, episodio 1x02 (2014)
- Empire – serie TV, episodio 1x08 (2015)
- Sneaky Pete – serie TV, 7 episodi (2019)
- The Righteous Gemstones – serie TV, episodi 1x05-2x05 (2019-2022)
- American Gigolo – serie TV, episodio 1x06 (2022)

### Doppiatore
- The Civil War, regia di Ken Burns – miniserie TV (1990)
- La famiglia della giungla (The Wild Thornberrys) – serie TV, episodio 2x03 (1999)
- Big Guy and Rusty the Boy Robot – serie TV, 26 episodi (1999-2001)
- Il gigante di ferro (The Iron Giant), regia di Brad Bird (1999)
- Pound Puppies – serie TV, 46 episodi (2010-2013)
- Adventure Time – serie TV, 4 episodi (2012-2015)
- Le nuove avventure di Scooby-Doo (What's New, Scooby-Doo?) – serie TV, episodio 1x14 (2022)

## Doppiatori italiani
Nelle versioni in italiano delle opere in cui ha recitato, M. Emmet Walsh è stato doppiato da:
- Renato Mori in Serpico, Vigilato speciale, Lo straccione, Blade Runner,[3] Critters (Gli extraroditori), Oltre i limiti, Insoliti criminali, Wild Wild West, Poliziotti a domicilio, Il distintivo di vetro, Striscia, una zebra alla riscossa
- Gianni Marzocchi in Starsky & Hutch (ep. 2x10), Questa terra è la mia terra, Colpo secco, Airport '77, Brubaker, Gente comune, Reds
- Dante Biagioni in X-Files, Fuga dal Natale, Army Wives - Conflitti del cuore, Damages, Calvario, Empire
- Bruno Alessandro in Rischio totale, Ultime dal cielo, Snow Dogs - 8 cani sotto zero, Il mondo di Arthur Newman, Brothers
- Dario De Grassi in Flash (ep. 1x06), Oltre l'innocenza, NYPD - New York Police Department, Quello che gli uomini non dicono
- Glauco Onorato in Arizona Junior, Bulldozer, Flash (ep. 1x01)
- Manlio De Angelis in Fletch - Un colpo da prima pagina, Fuori dal tunnel, Una verità da nascondere
- Giancarlo Padoan in Il diritto di uccidere, Un posto per riposare, L'inventore pazzo
- Alessandro Rossi in Storie incredibili, Triangolo di fuoco, Vacanze a modo nostro
- Carlo Alighiero in Starsky & Hutch (ep. 3x12), Il momento di uccidere
- Giorgio Lopez in Blood Simple - Sangue facile, White Sands - Tracce nella sabbia
- Silvio Spaccesi in Una bionda per i Wildcats, Jamaica Cop
- Giorgio Piazza in Bigfoot e i suoi amici, Milagro
- Pietro Biondi ne I racconti della cripta, Sneaky Pete
- Gino Pagnani in Tempi migliori, Retroactive - Non toccate il passato
- Vittorio Di Prima in Intrigo a Hollywood, Quell'uragano di papà
- Sandro Sardone in Equinox, Il matrimonio del mio migliore amico
- Goffredo Matassi in Sotto controllo, Frasier
- Antonio Guidi in Incubo nel Montana, The Guardian
- Franco Zucca in Rischio totale (ridoppiaggio), Cena con delitto - Knives Out
- Carlo Reali in Blood Simple - Sangue facile (ridoppiaggio), Don McKay - Il momento della verità
- Sandro Pellegrini ne La casa nella prateria
- Roberto Villa in Blitz nell'oceano
- Paolo Lombardi in 40.000 dollari per non morire
- Massimo Turci in Prigioniero della seconda strada
- Franco Odoardi in Mickey e Nicky
- Silvio Anselmo in A scuola con papà
- Elio Pandolfi in Red Scorpion - Scorpione rosso
- Riccardo Garrone in Tramonto
- Marcello Tusco in Rombo di tuono
- Arturo Dominici ne Il Papa del Greenwich Village
- Vittorio Bestoso in Ai confini della realtà
- Sergio Fiorentini in Scommesse al college
- Gianni Musy in Pezzi duri... e mosci
- Gil Baroni in Free Willy 2
- Michele Kalamera ne Il complotto
- Nino Prester in Destini incrociati
- Elio Zamuto in Night Vision
- Paolo Marchese in Til Death - Per tutta la vita
- Luciano De Ambrosis in L'incredibile vita di Timothy Green
- Emidio La Vella ne Il Re Scorpione 4 - La conquista del potere
- Giovanni Petrucci in American Gigolo
- Toni Orlandi in A Little White Lie

Come da doppiatore è stato sostituito da:
- Riccardo Rovatti in Pound Puppies